# Золота доба (балет)
«Золота доба» — балет на 3 дії 8 картин російського композитора  Дмитра Шостаковича, написаний в 1927–1930 роках. За основу взято сюжет Олександра Івановського про пригоди радянської футбольної команди в капіталістичному світі (оригінальна назва лібрето — «Динаміада»)..
Прем'єра відбулась 26 жовтня 1930 у Ленінградському державному театрі опери та балету.

## Лібрето
В оригінальному лібрето дія розгортається на Заході в якійсь капіталістичній країні під час промислової виставки «Золота доба», куди прибуває радянська футбольна команда. В одного з футболістів закохується танцівниця — Діва, що грає проти «фашистів». Радянські футболісти виграють матч, їх заарештовує ворожа поліція, але в результаті тріумфально звільняє пролетаріат.
1982 року Ісаак Глікман і Юрій Григорович написали нове лібрето. Дію було перенесено в Радянський союз часів НЕПа, місцем дії став ресторан «Золота доба». Позитивний герой Борис і негативний непман мес'є Жак (Яшка) борються за любов безпартійної Ріти.

## Історія постановки
«Золота доба» була закінчена у жовтні 1929 року і вперше поставлена в Ленінградському державному академічному театрі опери та балету в сезоні 1930–1931. Постановкою керували молоді хореографи Василь Вайнонен і Леонід Якобсон, головні партії виконували Леонід Лавровський, Вахтанг Чабукіані, Костянтин Сергєєв, Олена Люком, Ольга Йордан, Ольга Мунгалова, Галина Уланова. Балет включав низку західних «буржуазних» танців (канкан, фокстрот, танго, чечітка), а також сцени боксу, гри в карти і футбольного матчу. Всього було представлено 10 вистав у 1930 році і 8 — у 1931, після чого балет був знятий з репертуару через численні негативні відгуки преси. Пізніше на «Золоту добу» серед інших творів Шостаковича преса навісила ярлик «формалізму».
Цікавою була також постановка «Золотої доби», здійснена у 1930 році хореографом Євгеном Вігільовим у Київському оперному театрі, але після двох вистав постановка була заборонена за експериментування.
З 1982 по 1995 рік балет у постановці Юрія Григоровича йшов у Большому театрі. У ньому танцювали Наталія Бессмертнова, Гедімінас Таранда, Ірек Мухамедов. У 2006 році у Большому театрі балет був знову поставлений Григоровичем, а в Маріїнському театрі «Золота доба» пройшла в хореографії Ноа Гелбера (США) за лібрето Костянтина Учителя.

## Фортепіанна сюїта
В 1930 році автор склав однойменну фортепіанну сюїту, позначену як op.22-а, до якої увійшли чотири номери:
1. Інтродукція(Allegro non troppo)
2. Adagio
3. Полька (Allegretto)
4. Танець